# 980 Anacostia
A 980 Anacostia (ideiglenes jelöléssel 1921 W19) a Naprendszer kisbolygóövében található aszteroida. George Henry Peters fedezte fel 1921. november 21-én, Washingtonban.